# Vernon Rosario
Vernon A. Rosario II (1962) és un psiquiatre i historiador de la medicina estatunidenc que estudia la sexualitat humana. Recentment ha centrat els seus treballs en el transgenerisme i la intersexualitat dels joves, i ha presidit el comitè mèdic de la Intersex Society of North America. És un notable activista contra l'homofòbia.